# 埃克塞爾西奧 (密蘇里州)
埃克塞爾西奧（英語：Excelsior）是位於美國密蘇里州摩根縣的非建制地區。

## 歷史
埃克塞爾西奧的郵局於1866年設立，其後於1922年停運。

## 地理
埃克塞爾西奧所處的海拔為高於海平面273米（即876英呎），而該地所採用的時區為UTC-6，即北美中部時區（CST）。同時該地設有夏令時間，為UTC-6調快一小時，即UTC-5（CDT）。